# Арруза, Карлос
Карлос Арруза (настоящее имя Карлос Руис Камино; 17 февраля 1920, Мехико — 20 мая 1966, Толука-де-Лердо) — мексиканский матадор, один из самых известный матадоров Мексики и Испании первой половины XX века.

## Биография
Родился в Мексике в семье мексиканских испанцев. Был одним из самых молодых тореадоров в истории корриды — начал сражаться с быками на арене в возрасте 14 лет. В 1944 году он переехал жить в Испанию, где выступал под псевдонимом «Эль Циклон» и стал главным соперником самого знаменитого испанского тореадора тех времён, Манолете. В 1945 году он победил в 108 состязаниях и убил 232 быка, что вдвое превосходило количество убитых Манолете в том же году. Известен тем, что коллекционировал уши, хвосты и копыта убитых им быков.
В 1953 году вышел в отставку и вернулся в Мехико, став владельцем ранчо по разведению боевых быков, но затем ненадолго вернулся на арену, выступая в конной корриде. Оба его сына также стали матадорами. Арруза снялся в двух фильмах о мексиканской корриде и сыграл в фильме «Форт Аламо» Джона Уэйна. Погиб в автомобильной катастрофе на шоссе мексиканского штата Толука в 1966 году. О его жизни в 1971 году был снят документальный фильм.